# Luidia orientalis
Luidia orientalis är en sjöstjärneart som beskrevs av Fisher 1913. Luidia orientalis ingår i släktet Luidia och familjen sprödsjöstjärnor. Inga underarter finns listade i Catalogue of Life.